# Крейтон, Александр Николаевич
Алекса́ндр Никола́евич Крейтон (1866 — после 1917) — полковник лейб-гвардии Преображенского полка, последний Гродненский губернатор.

## Биография
Англиканского вероисповедания. Из дворян Санкт-Петербургской губернии. Сын статского советника Николая Васильевича Крейтона (1825—1885), внук лейб-медика Арчибальда-Вильяма (Василия Петровича) Крейтона (1791—1864). Братья: Владимир, государственный деятель, и Сергей, гвардейский офицер.
Окончил Пажеский корпус (1886), был выпущен подпоручиком в Преображенский лейб-гвардии полк.
Чины: поручик (1891), штабс-капитан (1897), капитан (1899), полковник (1901).
В 1896 году был назначен делопроизводителем полкового суда, командовал ротой Его Величества и 5-й ротой (1897), исполнял обязанности полкового казначея, был членом полкового суда (с 1897). В 1901 году вышел в отставку в звании полковника с правом ношения мундира и пенсией.
Избирался предводителем дворянства Кременцкого уезда Волынской губернии. В 1903 году получил придворный чин камергера. В том же году поступил на службу в Министерство внутренних дел.
Гражданские чины: надворный советник (1907), коллежский советник (1908), статский советник (1908), действительный статский советник (1913).
В русско-японскую войну участвовал в работе Российского общества Красного Креста. Затем служил херсонским (1908—1913) и рязанским (1913—1916) вице-губернатором. В марте 1916 года был назначен исполняющим должность гродненского губернатора, в мае — утвержден в должности. В 1916 году получил звание почётного гражданина города Кременца. Был эвакуирован в Петроград, откуда продолжал исполнять губернаторские функции до января 1917 года.
После революции репрессирован.

## Семья
Был женат на Александре Георгиевне Бобриковой (1879—?, репрессирована), фрейлине, дочери генерала Бобрикова. Их дети:
- Александра (1899—?), репрессирована[2]
- Георгий (1900—?)
- Пётр (1905—?)
- Мария (1913—?)

## Награды
- Орден Святого Станислава 3-й ст. (1896);
- Орден Святой Анны 3-й ст. (1903);
- Орден Святой Анны 2-й ст. (1908);
- Орден Святого Владимира 4-й ст. (1911).
- Медаль «В память царствования императора Александра III»;
- Медаль «В память коронации Императора Николая II»;
- Медаль «За труды по первой всеобщей переписи населения» (1897);
- Медаль Красного Креста «В память русско-японской войны 1904—1905 гг.» (1906);
- Медаль «В память русско-японской войны» (1906) (1907);
- Медаль «В память 100-летия Отечественной войны 1812 г.» (1912);
- Медаль «В память 300-летия царствования дома Романовых» (1913);
- Медаль «За труды по отличному выполнению всеобщей мобилизации 1914 г.» (1915).

Иностранные:
- Орден Филиппа Великодушного, кавалерский крест 2-го класса (великое герцогство Гессен)
- Орден Князя Даниила I 4-й степени (королевство Черногория);
- Орден Короны 4-го класса (королевство Пруссия)
- Орден Даннеброг кавалерский крест (королевство Дания)